# Јон Нестор
Јон Нестор (рум. Ion Nestor; Фокшани, 25. август 1905 — Букурешт, 29. новембар 1974, Букурешт) био је редовни професор археологије на Универзитету у Букурешту, дописни члан Академије наука Румуније и члан бројних научних и стручних организација у Румунији и иностранству.
Својим радом је задужио не само археологију Румуније, већ и археологију других балканских земаља.
Учествовао је у ископавању Сирмијума (Сремска Митровица).